# Setifer setosus
Setifer setosus là một loài động vật có vú trong họ Tenrecidae, bộ Afrosoricida. Loài này được Schreber mô tả năm 1778.

## Hình ảnh

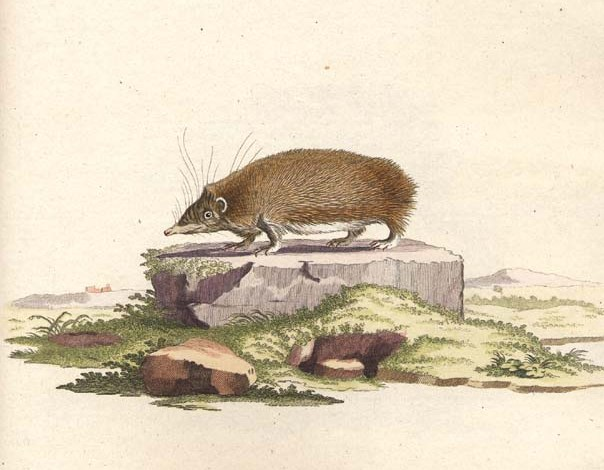
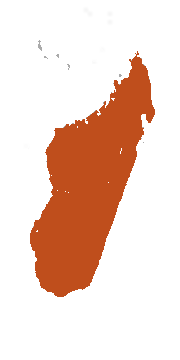
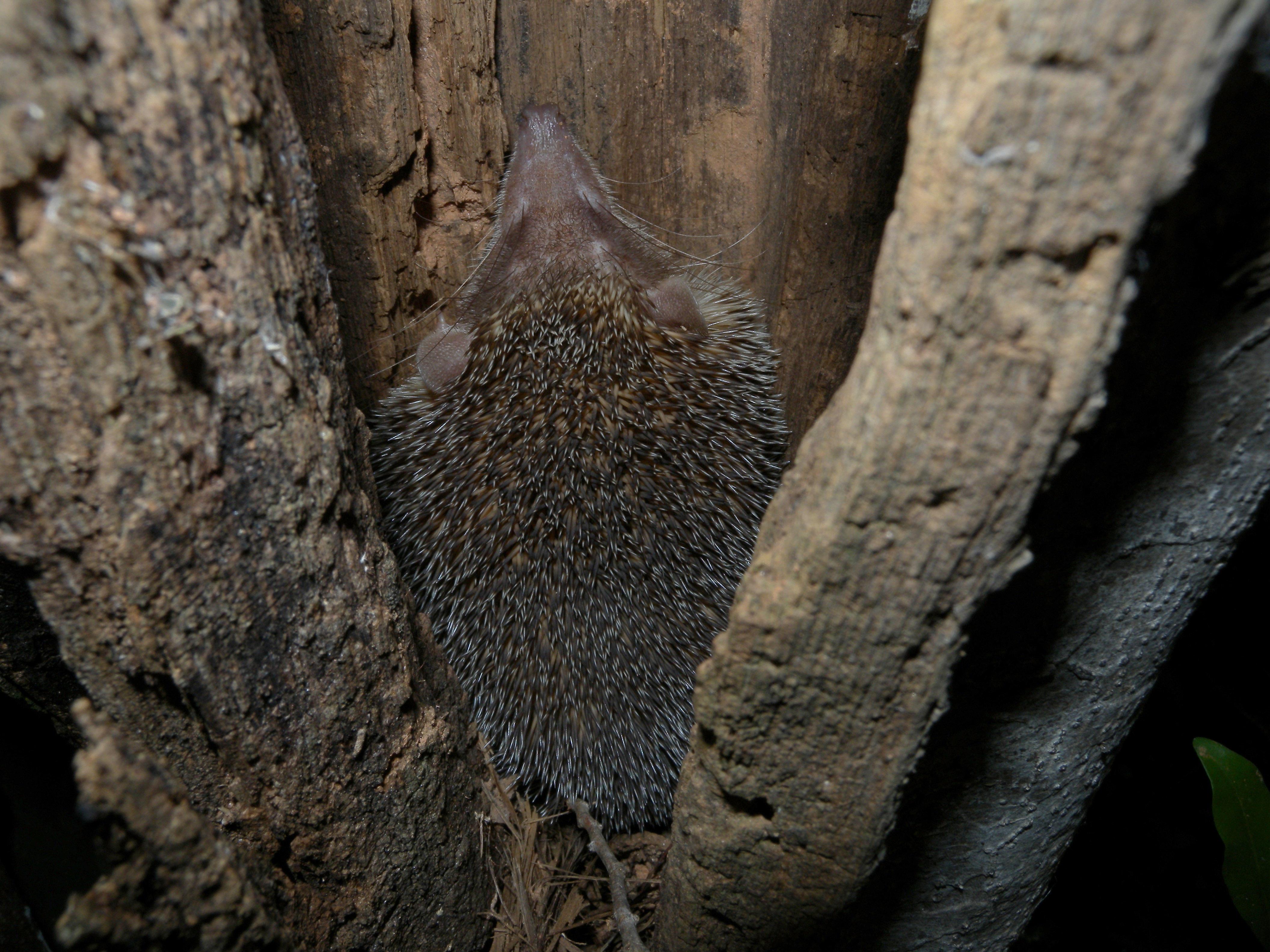
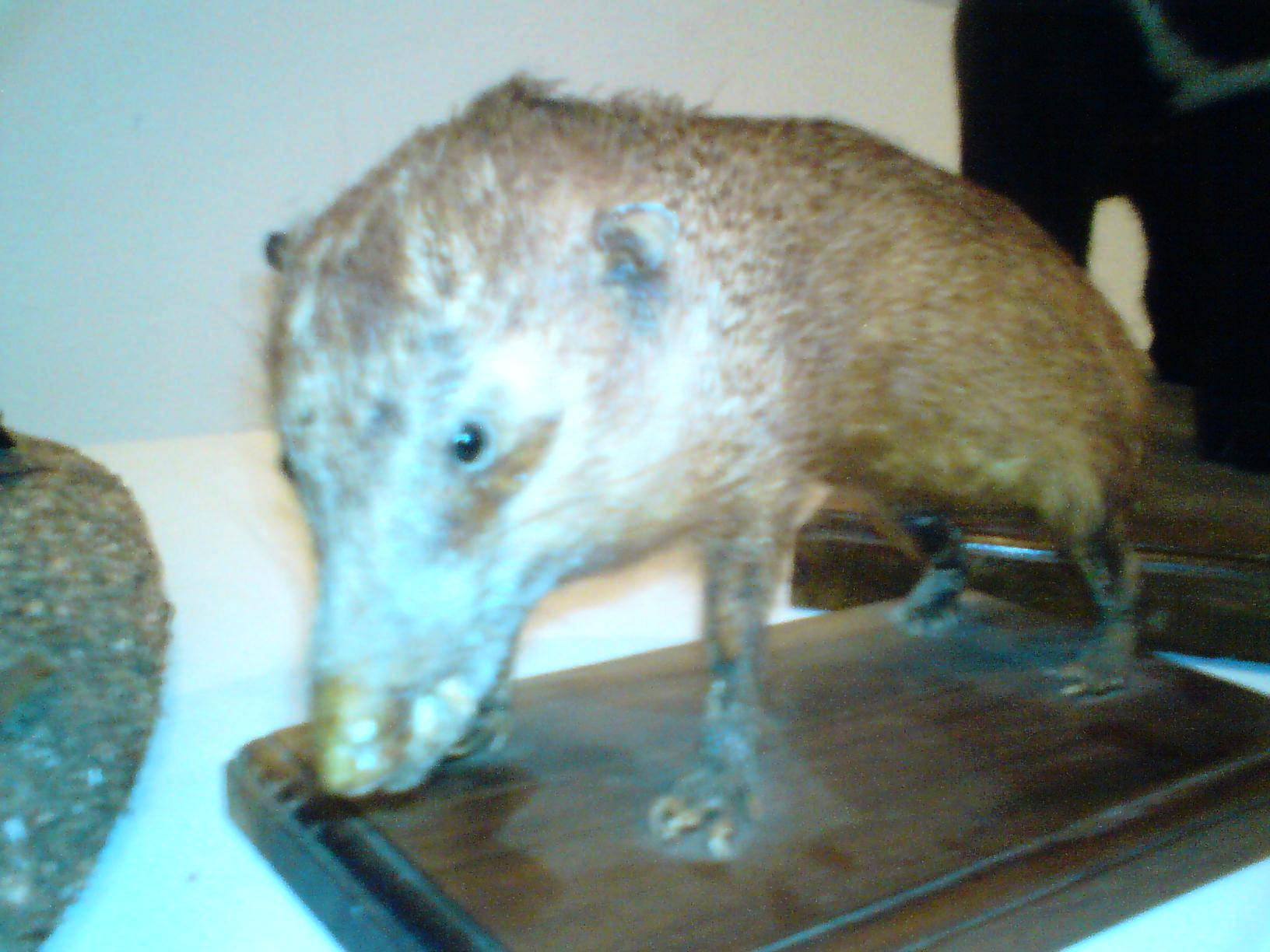